# فرانک چسورث
فرانک چسورث (انگلیسی: Frank Chesworth؛ 1873 Q4 – ۱۹۰۷ (۳۳−۳۴ سال)) بازیکن فوتبال بود.